# Марно, Эрнст
Эрнст Марно (нем. Ernst Marno, 13 января 1844, Вена, Австрийская империя — 31 августа 1883, Хартум, Судан) — австрийский путешественник по Африке.

## Биография
В 1866—1867 годах посетил Абиссинию. В 1869 году из Хартума первым из европейцев проник в Фадази, а в 1870 году — в Дар-эль-Бурум. В 1872 году он отправился в Гондокоро к Самуилу Бекеру, в 1874 году — к Гордону в Ладо, затем присоединился к Лонгу и посетил Мундо и Макрака, а в 1877 году примкнул к экспедиции Креспеля в среднюю Африку. С 1878 года, по поручению Гордон-паши, управлял провинцией Гадабат, в которой особенной заслугой его было подавление торговли неграми.

## Сочинения
- «Reben im Gebiet des Weissen und Blauen Nil etc.» (Вена, 1874),
- «Reise in der ägyptischen Aequatoriairpovinz und in Kordofan 1874—76» (Йена, 1878).